# Google粤语输入法
谷歌粤语输入法是由Google开发，于2013年10月7日发布的免费粤语输入法。谷歌粤语输入法可运行于Android 2.3.3及以上版本的Android操作系统中。
約在2018年開始，谷歌粤语输入法從Google Play商店中下架，估計已經停止開發。但同年，同樣由Google開發之Gboard推出更新版，當中加入倉頡、簡易倉頡（速成）和粵語拼音（連語音輸入）和筆劃等輸入方法。

## 特色
- 可使用包括拼音、仓颉、手写、语音和笔画在内的五种输入方式。拼音键盘亦可选择使用耶鲁拼音、粤拼或广拼进行输入。
- 可同时输入粤语和英语。粤语输入可选择简体中文或繁体中文。
- 支持模糊输入和自动更正。
- 支持用户词典、用户历史记录和联系人字典。可记录用户输入过的生词，并使用Google账户来同步，亦可记录设备中的联系人名称。
- 数字、英语和标点符号支持滑动输入。
- 带有表情符号键盘。